# Lotus Elise
Lotus Elise è una spider a due posti con motore centrale e trazione posteriore realizzata a partire dal settembre 1996 dalla casa britannica Lotus. La progettazione ha seguito la filosofia del fondatore Colin Chapman, ben illustrata dal motto “meno massa a beneficio delle prestazioni”: questa scelta ha permesso di ottenere, nonostante una potenza del motore relativamente contenuta, prestazioni molto elevate abbinate ad un ottimo piacere di guida. Vero e proprio "cuore" della vettura è il telaio in estrusi di alluminio incollati, una soluzione all'epoca rivoluzionaria nel campo delle auto, in grado di garantire elevata rigidezza torsionale e grande leggerezza. Nonostante l'evoluzione tecnologica del mondo automobilistico, la Lotus Elise rappresenta ancora un punto di riferimento per gli amanti delle auto sportive grazie al feeling di guida unico, alle sue prestazioni e al suo design. A partire dall'anno 2000 sono state derivate dalla Elise alcune varianti coupé dall'impronta ancora più sportiva con il nome Exige.

## La progettazione e lo sviluppo (1993 - 1996)
Nell'agosto 1993 la Lotus Cars è acquistata dalla Autoexpò di Bolzano, detentrice anche del marchio Bugatti Automobili SpA, guidata da Romano Artioli: la volontà dell'imprenditore italiano è quella di riportare il marchio, all'epoca in notevole difficoltà, in una posizione di prestigio nell'ambito della produzione di auto sportive. Nasce così l'idea di sviluppare una vettura leggera e minimalista, alla stregua della Lotus Seven: la proposta di una sportiva senza compromessi, priva di portiere, tetto e qualunque altra concessione alla comodità, viene però scartata. Ciò che il team di sviluppo guidato dall'ingegnere Tony Shute cerca non è una moderna reinterpretazione della Seven, ma qualcosa che ne preservi i valori chiave di leggerezza ed alte prestazioni senza sacrificare l'utilizzo sulle strade di tutti i giorni. Ben presto le basi del progetto, identificato dalla sigla interna M111, iniziano a delinearsi: auto scoperta a trazione posteriore e motore centrale, più semplice della sfortunata Elan M100 all'epoca in produzione e simile per filosofia alla Elan originale degli anni sessanta.

### Il telaio
Come responsabile dello sviluppo del telaio viene scelto Richard Rackham, in precedenza incaricato di seguire le versioni da corsa della Lotus Esprit. L'alluminio è la scelta obbligata per rispondere ai requisiti di leggerezza del progetto, ma l'idea di utilizzare estrusi incollati è rivoluzionaria nell'ambito automobilistico. L'incollaggio è da decenni la soluzione più utilizzata in campo aeronautico per la giunzione continua di elementi metallici: a differenza della saldatura esso consente di preservare inalterate le proprietà meccaniche dei materiali; altri vantaggi sono il minore aumento di peso e la migliore distribuzione degli sforzi, specialmente rispetto alle soluzioni di saldatura discontinua o rivettatura.
Gli estrusi del telaio sono realizzati a partire da una lega invecchiata di alluminio al magnesio-silicio (Anticorodal 6063) e vengono successivamente anodizzati per prevenire la corrosione e favorire l'incollaggio. L'adesivo scelto è una resina epossidica ad attivazione termica: il ciclo di reticolazione avviene ad una temperatura di circa 200 °C per 40 minuti. L'intero telaio pesa solamente 68 kg, cioè circa la metà di uno equivalente in acciaio, e possiede una rigidezza torsionale di oltre 11.000 Nm per grado. Inoltre, da mero elemento strutturale, per la prima volta esso diventa anche una peculiarità stilistica: infatti l'abitacolo della vettura non è rivestito e il telaio è a vista, come su un'auto da corsa.

### La carrozzeria e lo stile
Il compito di definire lo stile viene affidato al centro stile interno guidato da Julian Thomson, che sceglie di ispirarsi a grandi classici del passato come la Lotus Elan, la Lotus 23, la Lotus Europa e la Ferrari Dino 246: quest'ultima è inoltre l'auto personale dello stesso Thomson, che la ritiene tra le migliori sportive a motore centrale mai realizzate. Alla fine, proprio la Dino e la Lotus 23 si rivelano essere le fonti di ispirazione principale; il risultato è una vettura estremamente compatta dalle linee classiche, che ricorda le auto da corsa degli anni sessanta. Il piccolo spoiler inglobato nel posteriore non era inizialmente previsto: la sua adozione si è resa necessaria per ridurre l'alleggerimento del posteriore ad alte velocità causato dalla portanza aerodinamica, scoperto in seguito ad analisi in galleria del vento di un modello in scala della vettura. La carrozzeria è realizzata in vetroresina, come da tradizione per le auto della casa: una soluzione che consente grande leggerezza e al contempo una buona resistenza. Negli interni prevale lo stile minimalista; scarse sono le concessioni al comfort: sulla prima serie della Elise non sono presenti né climatizzatore, né radio, né tappetini. La pedaliera è realizzata, proprio come il telaio, in estrusi di alluminio, mentre il piccolo volante rivestito in pelle è dell'italiana Nardi. Thomson e Rackham, da tempo buoni amici anche fuori dall'ambito lavorativo, hanno lavorato a stretto contatto per trovare il perfetto connubio tra tecnica e stile; a tale proposito un'altra grande ispirazione è giunta dalla moto sportiva Ducati 916, presentata all'inizio del progetto M111 e successivamente acquistata da entrambi. A detta di Thomson la 916 "rende invisibile la linea di separazione tra ingegneria e design"; il telaio a vista, i dettagli come la pedaliera estrusa e lo stile essenziale della Elise sono il risultato di una attenta ricerca in questa ben precisa direzione.

### Motore e meccanica
Come da tradizione del marchio, le elevate prestazioni raggiunte dalla Elise sono ottenute tramite la ricerca della leggerezza e l'attenzione nello sviluppo del telaio. Il motore scelto è infatti il modesto Rover Serie K nella versione 16 valvole da 1795 cm³ di cilindrata, capace di 120 CV di potenza massima; la stessa unità è stata utilizzata anche sulla MG F e sul Land Rover Freelander. Nonostante le caratteristiche tutt'altro che d'effetto del propulsore, grazie alla grande leggerezza il rapporto peso/potenza della vettura risulta migliore di quello di tante blasonate sportive. Il cambio, anch'esso di origine Rover, è il PG1 a cinque marce montato in posizione trasversale. L'impianto frenante, non servo-assistito, era inizialmente costituito da innovativi dischi in materiale composito a matrice metallica (MMC) a base di alluminio e pinze in lega di magnesio. Nonostante il significativo risparmio di peso garantito da questa soluzione, nel corso del 1998 i dischi in MMC sono stati sostituiti con una versione più tradizionale in acciaio a causa di problemi di costi e di usura irregolare in condizioni particolari.

## 1ª serie (1996 - 2001)
Dopo nemmeno due anni di gestazione, il 12 settembre 1995 il risultato definitivo del progetto M111 debutta al salone di Francoforte. Sfruttando il principio per il quale tutte le Lotus iniziano per "E", il nome definitivo Elise viene scelto da Romano Artioli per omaggiare la nipote Elisa, nata all'inizio dello sviluppo dell'auto. A fianco della vettura, presentata nel classico verde inglese, viene posto un telaio nudo. Il successo è istantaneo e nonostante il debutto su strada del modello definitivo non sia previsto prima della seconda metà del 1996, lo stand del marchio è preso d'assalto da un gran numero di persone desiderose di lasciare una caparra; nel giro di pochi mesi le prenotazioni raggiungono il migliaio di unità e la casa è costretta a rivedere i piani di produzione previsti. Il 1º agosto del 1996 viene consegnato il primo esemplare di serie della Elise, nel colore Calypso Red. Il prezzo base nel Regno Unito è fissato a 18.950 sterline, mentre in Italia per acquistarla sono necessari 50.150.000 lire. La stampa è universalmente entusiasta: la prestigiosa rivista inglese Autocar assegna alla Elise il punteggio pieno di 5 stelle lodando l'handling e le prestazioni e definendola "un punto di riferimento nella storia dell'automobile", sottolineando però tra i difetti il cambio talvolta impreciso, la sonorità del motore fiacca per una sportiva, la mancanza di ABS e airbag e le scarse finiture dell'esemplare di preserie provato. Secondo la rivista Evo "nessuna altra auto sulla terra è in grado di estrarre più magia da soli 120 CV"; l'auto riceve gli appellativi di "pura, senza macchia, sensazionale".

### Sport 135

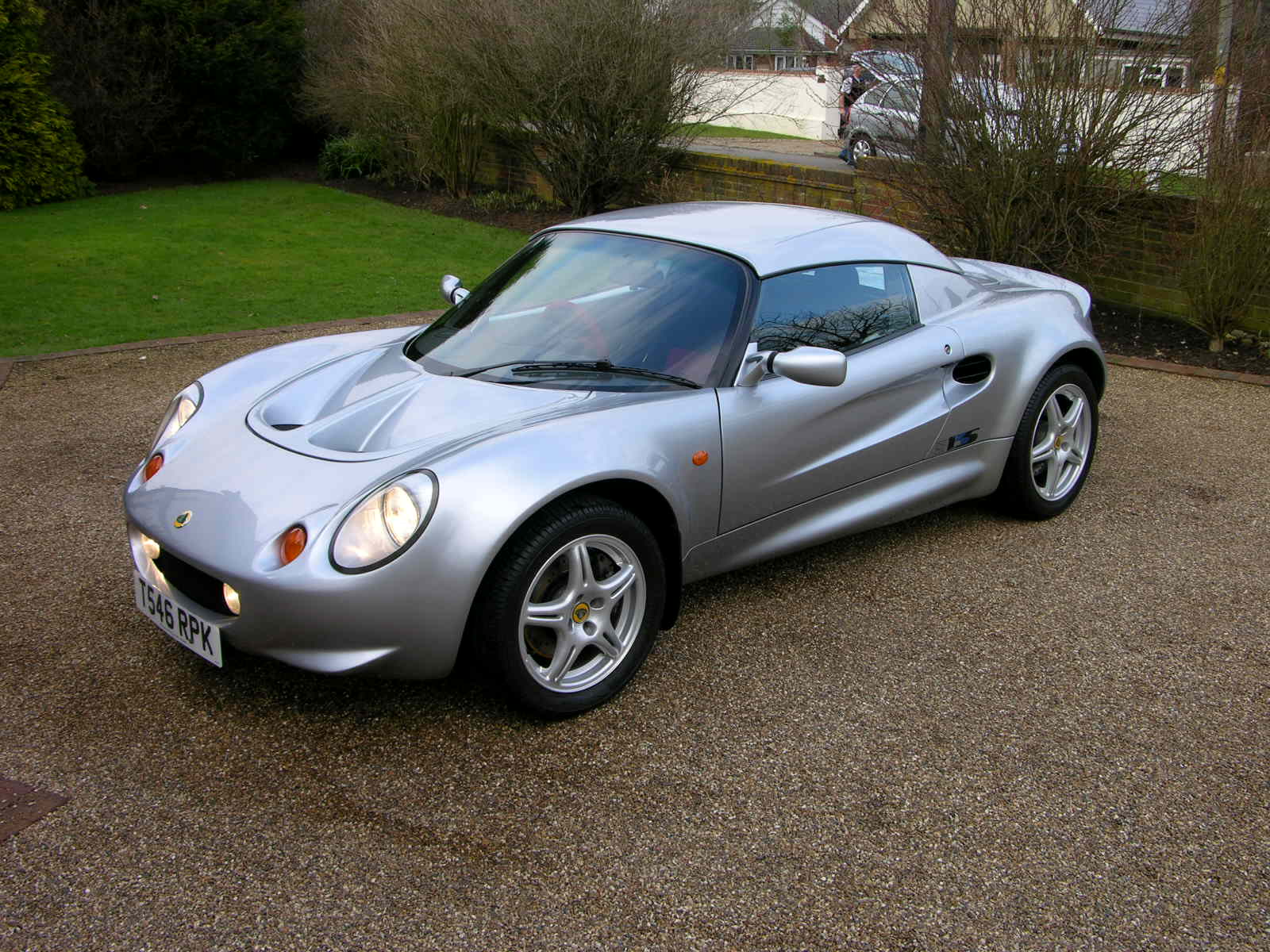
Elise Sport 135

La prima evoluzione della Elise giunge nel marzo 1998, al Motor Show di Birmingham: la nuova Sport 135 presenta un motore potenziato a 137 CV (135 hp, da cui il nome), uno scarico sportivo dalla sonorità più adatta ad un'auto ad alte prestazioni e un cambio a rapporti più ravvicinati. Anche l'assetto viene modificato per ottenere un miglior comportamento in pista (a scapito tuttavia del comfort in strada) e al posteriore sono montati pneumatici più larghi di 20 mm. Esteticamente la Sport 135 è riconoscibile per il colore argento della carrozzeria e gli adesivi riportanti il nome situati davanti ai passaruota posteriori; all'interno l'abitacolo è reso più speciale dall'adozione di sedili Corbeau da corsa e dal rivestimento in alcantara rosso di questi ultimi e del volante. Nel Regno Unito il costo di questa versione speciale è fissato a ben 28.950 sterline, con un sovrapprezzo notevole rispetto alla Elise base. Complessivamente sono stati prodotti solamente 85 esemplari di Sport 135 in due serie, nessuno dei quali è mai stato importato ufficialmente in Italia.

### 111S

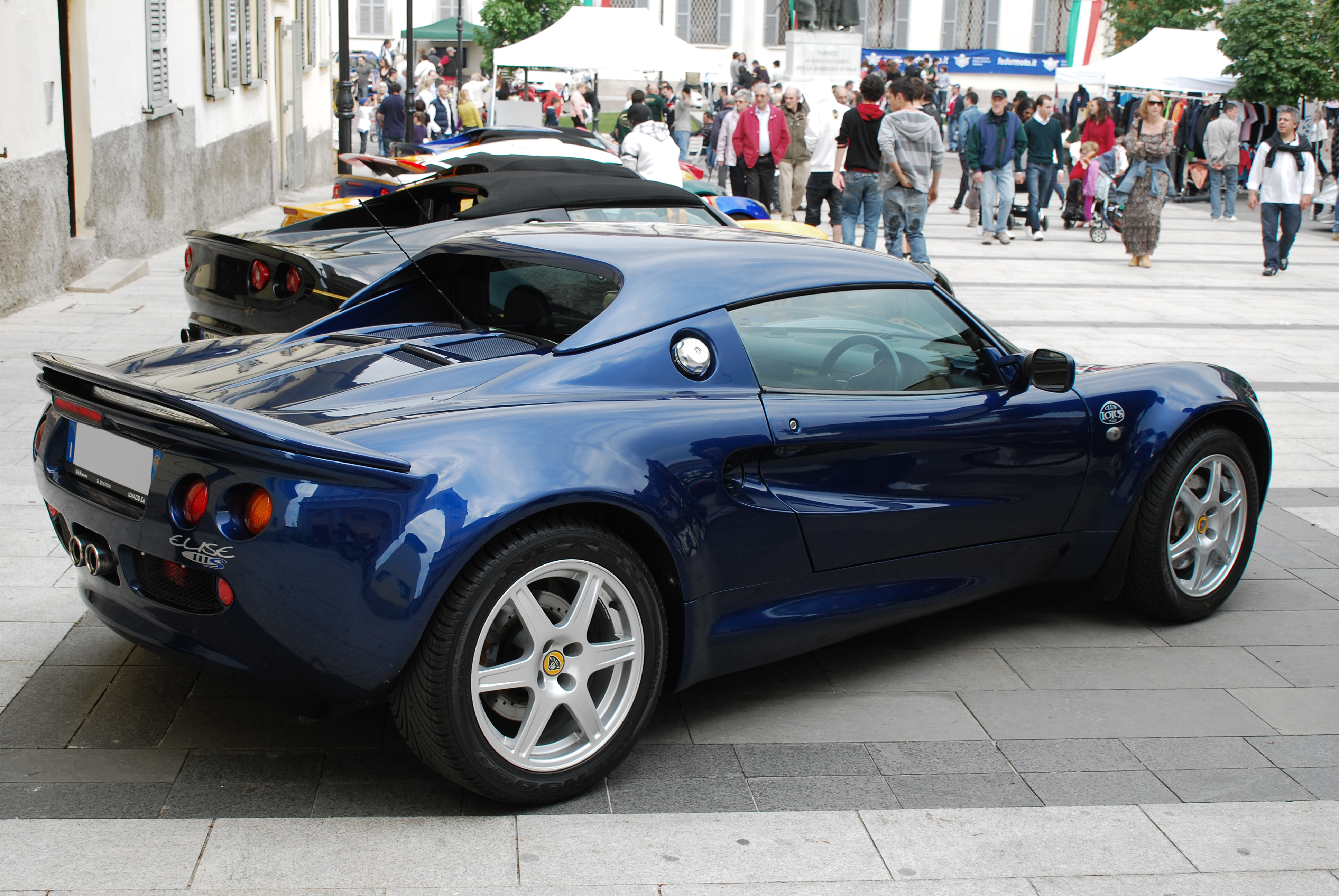
Elise 111S

Al salone di Ginevra del marzo 1999 viene introdotta la 111S; il nome riprende il type-number del progetto Elise, con l'aggiunta della S di Sprint, sigla che storicamente ha contrassegnato le versioni potenziate dei modelli Lotus. La novità principale è una nuova variante del motore Rover Serie K, già presente sull'allestimento top di gamma della MG F e dotato di sistema di valvole a fasatura variabile VVC. La modifica permette di raggiungere i 145 CV di potenza massima a 7000 giri/min e, abbinata allo stesso cambio a rapporti ravvicinati già montato sulla Sport 135, consente alla 111S di ottenere prestazioni sensibilmente superiori alla Elise base. Esteticamente è riconoscibile dal piccolo spoiler al posteriore e dai nuovi cerchi a sei razze realizzati dall'italiana OZ Racing. Inoltre, con l'orrore dei puristi (ed il sollievo dei proprietari più sensibili) l'imbottitura dei sedili viene maggiorata rispetto alla versione base; tale miglioria è stata successivamente estesa a tutta la gamma. La 111S è commercializzata a partire dalla seconda metà del 1999 ad un prezzo di 26.590 sterline nel Regno Unito e 68.192.000 lire in Italia, con un sovrapprezzo di quasi 9 milioni di lire rispetto alla Elise base.

### Sport 160
La Sport 160, apparsa nel 2000, è una versione ulteriormente potenziata della 111S: inizialmente prevista in serie limitata di 100 vetture per limiti di omologazione, la richiesta è stata tale da far cambiare idea ai vertici dell'azienda; alla fine del 2001 la produzione si è arrestata dopo 337 esemplari. Il motore è il medesimo della 111S, elaborato fino a 162 CV (160 hp) e accoppiato ad un nuovo scarico Janspeed. La Sport 160 presenta il medesimo spoiler posteriore della 111S, ma si distingue per gli specifici cerchi in lega a cinque razze MIM Victory e per la scritta del modello davanti ai passaruota posteriori. Alla gamma colori vengono aggiunti anche l'estroso Scandal Green e un inedito nero metallizzato.

### Elise GT1

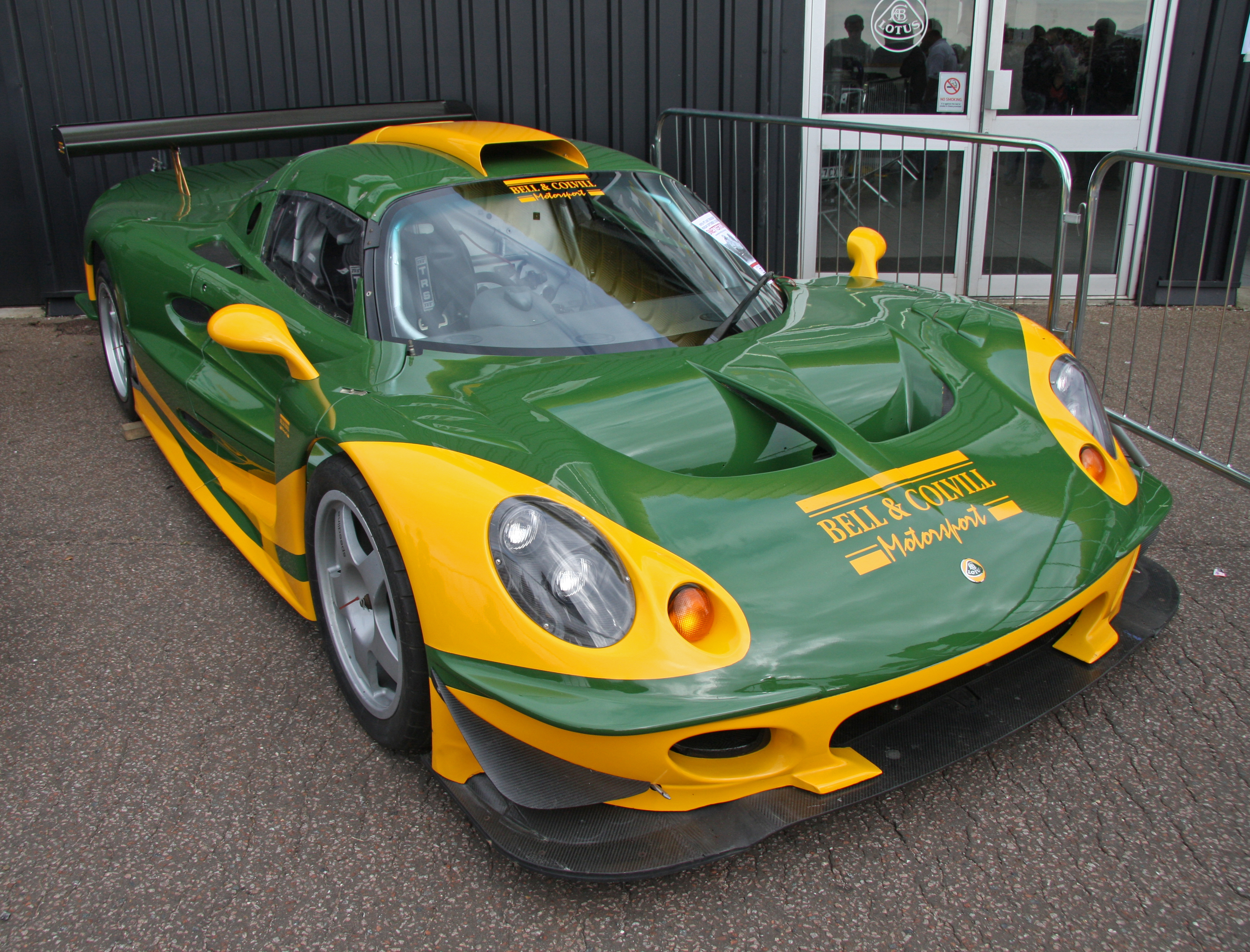
Una Elise GT1

Nel 1997 la Lotus Motorsport decise di costruire una versione da competizione della Elise adatta a partecipare al campionato FIA GT1. Il telaio venne allungato per migliorare l'aerodinamicità complessiva e venne costruito in fibra di carbonio per contenerne il peso complessivo. Sui sette esemplari prodotti vennero inseriti propulsori V8 Lotus o Chevrolet LT5 6.0L V8 derivati dalla Corvette ZR1.

### Motorsport Elise
Nel 2000 venne costruita in diversi esemplari la Motorsport Elise, Versione ad alte prestazioni della Elise. Era dotata di un propulsore Rover K da 200 cv di potenza abbinato ad un cambio manuale a 5 marce. La carrozzeria era in vetroresina che poggia su di un telaio in alluminio e su di un controtelaio in acciaio. Le sospensioni sono a doppi bracci trasversali con molle elicoidali. I freni sono a disco ventilati.

### Edizioni speciali
Per celebrare il glorioso passato nelle corse del marchio, nel 1999 sono presentate due edizioni speciali della Elise, contraddistinte dalla livrea Heritage e disponibili sia in versione base che in versione 111S: la Type 49 nella classica colorazione rosso, bianco, oro del Team Lotus sponsorizzato Gold Leaf a cavallo tra gli anni sessanta e settanta e la Type 79 nei colori nero-oro della sponsorizzazione John Player Special.
L'anno successivo, per festeggiare il nuovo millennio, viene realizzata in soli 50 esemplari la Elise Millennium Edition, nell'inedito colore Atlantis Blue.

## 340R (2000)

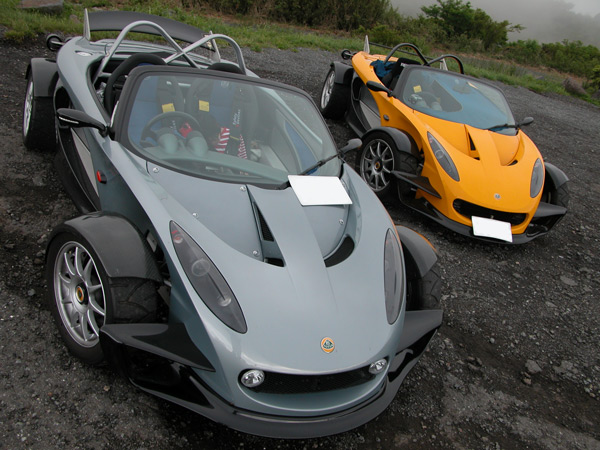
Lotus 340R.

Al salone di Birmingham dell'ottobre 1998 la Lotus stupisce il pubblico presentando in forma di concept car una variante estrema della Elise, chiamata 340R: basata sul medesimo telaio in alluminio, è però priva di tetto e di portiere, avvicinandosi per certi versi all'idea originale del progetto M111. Il nome 340R fa riferimento al rapporto potenza/peso previsto di 340 CV per tonnellata. Lo stile della carrozzeria, in vetroresina e composta da un'unica parte, è opera del designer Russell Carr e rispecchia appieno l'indole super-sportiva della vettura: linee tese, fari allungati che ricordano i graffi di un felino, rollbar protettivi alle spalle degli occupanti, motore e scarico a vista. La reazione entusiasta del pubblico spinge la casa automobilistica britannica a valutare la produzione di una piccola serie, che viene annunciata a Ginevra nel marzo 1999 e presentata in forma definitiva sette mesi più tardi. La versione di serie ricalca le linee della concept, pur mostrando un certo numero di modifiche rese necessarie dallo sviluppo del progetto e dai requisiti di omologazione. Curiosamente, gli specchietti retrovisori sono quelli montati sulla moto Aprilia RSV 1000. Il motore è lo stesso Rover serie K usato sulla Elise, privo però del sistema di fasatura variabile VVC della 111S, ma comunque in grado di sviluppare 177 CV a 7.800 giri al minuto. La vettura è dotata di ammortizzatori Koni regolabili e l'aderenza è garantita da speciali pneumatici semi-slick Yokohama A038 LTS sviluppati appositamente per la 340R. Nonostante le caratteristiche tecniche l'auto non riesce a raggiungere l'obiettivo di 340 CV per tonnellata, fermandosi a quota 262: il nome 340 venne così convertito in un riferimento al numero di esemplari da produrre. Tutti vengono venduti ancora prima dell'inizio della produzione, destinata per la maggior parte al Regno Unito; tra i restanti ne sono esportati 25 in Italia, 10 in Francia, 10 in Giappone e 8 negli Stati Uniti. Al momento della messa in vendita la 340R costa 35.000 sterline in patria e ben 107 milioni di lire in Italia. L'unica colorazione disponibile è il bicolore titanio-nero, ma a seguito dell'acquisto alcuni proprietari scelgono di riverniciare la carrozzeria in colori diversi. Ad un sovrapprezzo viene reso disponibile anche un Track Pack (al costo di 10 milioni in Italia), comprendente un potenziamento del motore che permette di raggiungere i 190 CV e uno scarico sportivo Janspeed. Nelle prove della stampa la 340R riceve apprezzamenti da ogni testata giornalistica, pur ricevendo qualche critica per il mancato raggiungimento del target del rapporto potenza/peso; la rivista Road & Track la definisce "semplicemente l'auto più pura sulla faccia della Terra".

## 2ª serie Rover (2001 - 2006)

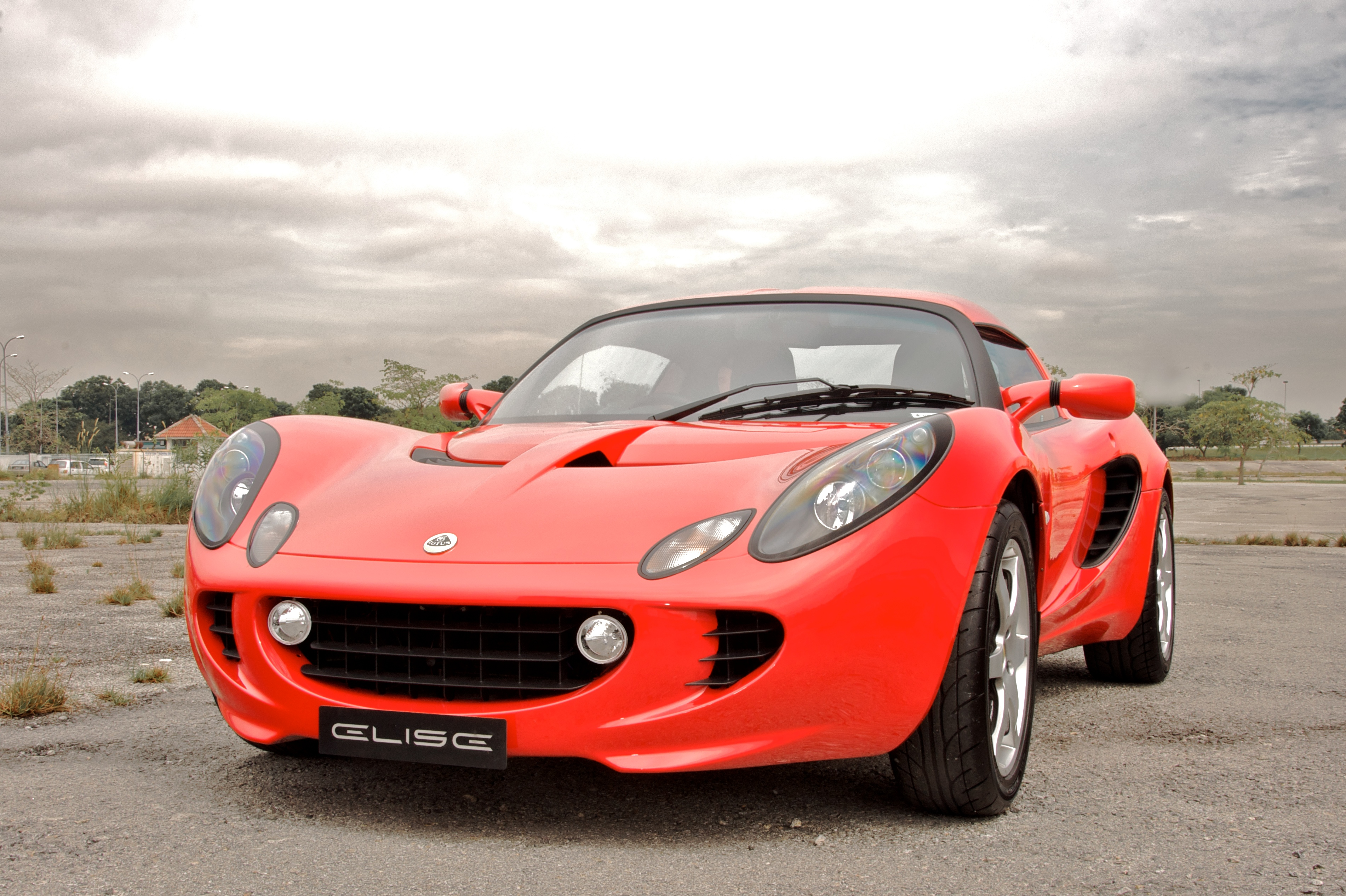
Elise seconda serie

Lo sviluppo di una versione rinnovata della Elise ha inizio nell'autunno del 1998 con l'assegnazione del ruolo di capo del design a Steve Crijns. L'idea di base è quella di mantenere inalterate le qualità della 1ª serie, aggiungendo uno stile più moderno e aggressivo e rendendola complessivamente più adatta ad una clientela più ampia. A fine 1999 la proposta di stile di Crijns viene approvata e ha inizio lo sviluppo al computer, una novità assoluta per la Lotus. Per evitare i problemi sorti con la 1ª serie i modelli in scala vengono subito provati in galleria del vento: i risultati degli esperimenti conducono all'introduzione di un estrattore e di uno spoiler inglobato nella coda ben più pronunciato, allo scopo di bilanciare correttamente i carichi aerodinamici tra anteriore e posteriore. Una grande ispirazione giunge anche dalla estrema 340R e dalla concept M250: la Elise 2ª serie, comunemente chiamata S2, ha uno stile moderno che si distacca nettamente da quello rétro della prima serie, presentando fari allungati, prese d'aria di grandi dimensioni, curve più sinuose e dettagli più curati. A livello di telaio le differenze sono minime: la raffinata cella in estrusi di alluminio della 1ª serie resta pressoché inalterata, eccetto per una riduzione di altezza dei correnti laterali, dai quali vengono tagliati 50 mm per facilitare l'ingresso nell'abitacolo. Negli interni prevale ancora lo stile minimalista ed essenziale, ma si ha un sensibile miglioramento delle finiture e del comfort in generale. L'assetto viene rivisto per eliminare la tendenza al sovrasterzo della 1ª serie: la S2 ha un comportamento più neutro e sottosterzante, adatto anche a guidatori meno esperti e in grado di fornire maggior fiducia sul bagnato. Nonostante alcuni prototipi di pre-serie montassero un motore GM come la parente stretta Opel Speedster, per la produzione viene scelto di nuovo il Rover Serie K da 1,8 litri di cilindrata, abbinato ad una centralina elettronica sviluppata dalla Lotus in modo da migliorare la risposta dell'acceleratore e da rispondere alle normative Euro III; la potenza aumenta leggermente, portando la quota totale a 122 CV. La presentazione ufficiale avviene a Birmingham nell'ottobre 2000 con notevole stupore da parte del pubblico e della stampa, dato che il progetto della S2 era stato fino ad allora mantenuto segreto per non danneggiare le vendite della 1ª serie. Il prezzo nel Regno Unito per i primi esemplari, consegnati a partire dall'aprile 2001, è di 22.995 sterline; in Italia la S2 costa invece 69.673.000 lire. Come optional sono disponibili due diversi allestimenti: il Race Tech, destinato ai proprietari che prevedono un maggiore utilizzo in pista, e lo Sports Tourer, adatto ad un utilizzo più stradale e comprendente interni in pelle, radio con quattro altoparlanti, tappetini e migliori finiture. La stampa è di nuovo entusiasta: Autocar afferma che "in Lotus hanno fatto ciò che credevamo fosse impossibile, migliorando quella che consideriamo ancora la migliore roadster di tutti i tempi"; la rivista australiana Motor conclude che "è stato fatto un lavoro molto convincente per trasformare un enfant terrible in qualcosa di altrettanto emozionante ma privo di tutti gli spigoli vivi". Le critiche riguardano ancora lo scarico dalla tonalità deludente, il cambio impreciso seppur migliorato rispetto alla precedente versione, le difficoltà nel montaggio del tetto di tela rinnovato e l'ingresso nell'abitacolo ancora problematico nonostante le modifiche al telaio.

### Sport 135

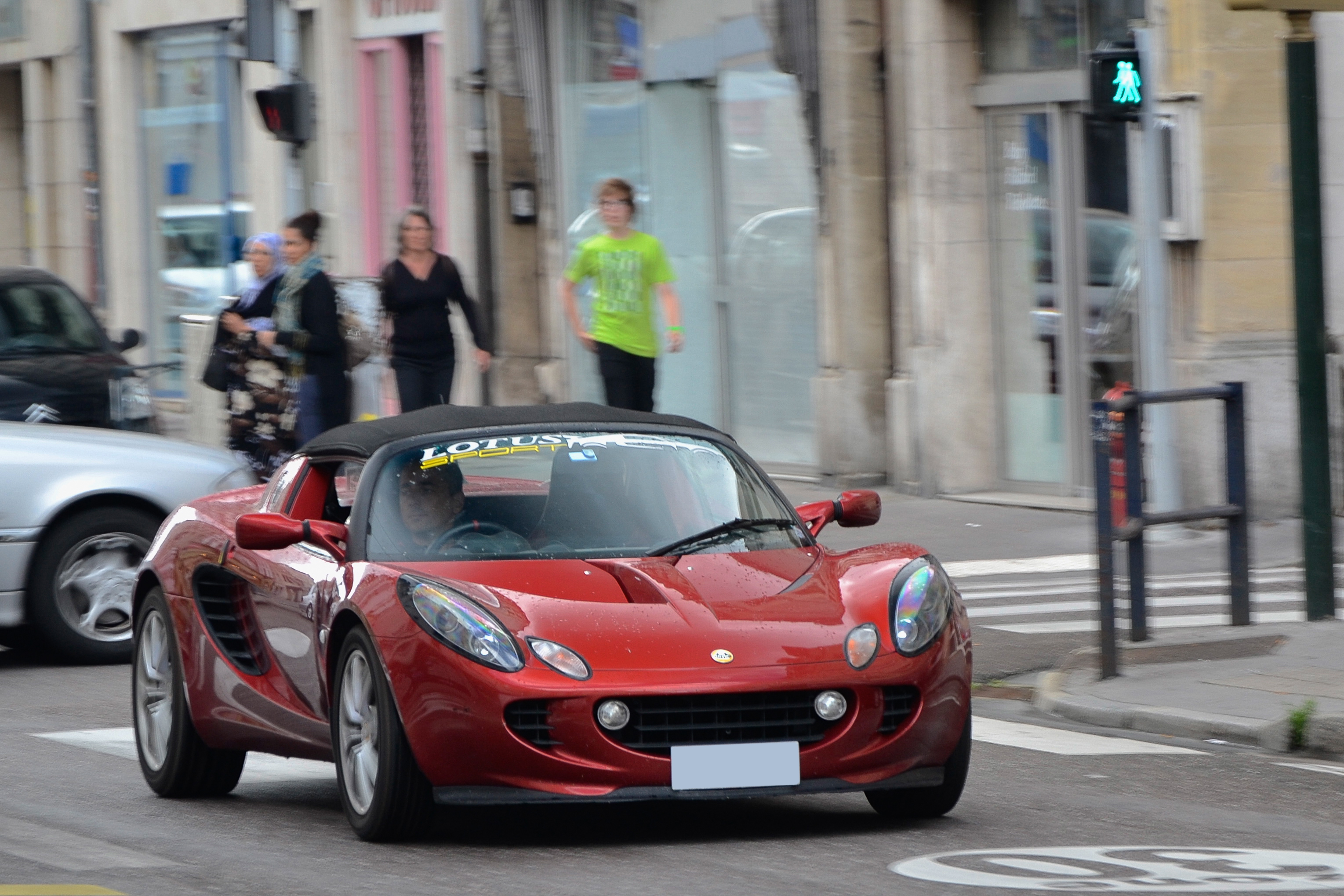
La Lotus Elise Sport 135

Nel gennaio 2002 vede la luce una prima versione potenziata della Elise S2, la Sport 135. Analogamente alla omonima versione della 1ª serie, la Sport 135 subisce modifiche al motore, alla centralina e allo scarico fino a raggiungere la potenza di 137 CV. Il potenziamento è disponibile ad un sovrapprezzo di 1.750 sterline rispetto alla versione base e, oltre ad essere disponibile come allestimento opzionale al momento dell'ordine, il pacchetto può essere montato dai concessionari anche sulle auto già uscite dalla fabbrica. L'assetto invece non subisce alcuna modifica. Esteticamente le uniche differenze rispetto alla versione base sono date dalle scritte del modello sul posteriore, sulla plancia e sui passaruota anteriori. In Italia questa versione non sarà mai importata ufficialmente.

### 111 e 111S
A giugno 2002 sono presentate le versioni 111 e 111S: meccanicamente identiche tra loro, differiscono solo per l'allestimento interno, più curato sulla 111S (che include tappetini e rivestimenti in pelle). In realtà la 111S risulterà senza dubbio la più venduta tra le due; solo un ridottissimo numero di 111 lascerà la fabbrica. Sotto il cofano di entrambe batte il 1.8 con fasatura variabile VVC già visto sulla 111S 1ª serie, ma elaborato ulteriormente dalla Lotus fino a raggiungere i 160 CV di potenza massima a 7000 giri/min. Anche il cambio è rinnovato, grazie all'utilizzo di rapporti intermedi più corti e di una quinta marcia lunga. Esteticamente la 111 e la 111S sono riconoscibili per un nuovo diffusore a tre sezioni e per gli inediti cerchi in lega Spider a otto razze. Il prezzo nel Regno Unito è di 25.995 sterline per la 111, con un sovrapprezzo di 2000 sterline per la 111S; in Italia servono invece 43.390 euro per la 111 e 46.720 euro per la meglio rifinita 111S. Autocar la definisce la Elise più curata ma non la migliore, sostenendo che la Sport 135 sia complessivamente da preferire; nonostante questo giudizio la stessa rivista la elegge a fine anno Migliore Auto Sportiva, davanti alla concorrenza di avversarie del calibro di TVR Tamora, Honda NSX, Porsche 996 e Mercedes SL55 AMG.

### 135R
Una versione dura e pura per appassionati entra nella gamma Elise nell'aprile 2003: si tratta della 135R, dotata del medesimo motore della Sport 135 ma con l'aggiunta di notevoli modifiche a livello di assetto; nuovi sono i dischi dei freni, così come le molle Eibach più rigide, gli ammortizzatori sportivi Bilstein e una barra antirollio anteriore regolabile. Gli pneumatici sono gli inediti semi-slick Yokohama Advan A048R, più larghi all'anteriore rispetto a quelli montati sulla S2 standard, allo scopo di ridurre il sottosterzo. A livello di stile le 135R si distinguono per i cerchi OZ Racing a 16 razze, il diffusore posteriore analogo a quella della 111S e le griglie delle prese d'aria dipinte nello stesso colore della carrozzeria (disponibile nelle sole due tinte Silver Mica e Blue Mica); gli interni sono foderati in alcantara blu e in un tessuto che simula l'aspetto della fibra di carbonio. Nonostante le modifiche all'assetto rendano la 135R un'auto meno adatta alla strada rispetto alle altre versioni, essa è da molti considerata la migliore tra le Elise 2ª serie. Questo fatto, unito alla sua rarità (solo 123 esemplari prodotti, mai importati ufficialmente in Italia) la rende una variante molto ricercata dagli appassionati.

### Edizioni speciali
Sulla base della S2 standard da 122 CV vengono realizzate in serie limitata, a partire dal 2002, diverse versioni speciali caratterizzate dalle livree storiche Heritage: nello specifico si tratta della Type 72 (tributo alla omonima leggendaria F1 degli anni '70) nei colori John Player Special, la Type 49 nella colorazione Gold Leaf, la Type 25 (omaggio alla rivoluzionaria vettura resa famosa dal pilota Jim Clark) e infine la 99T come ricordo delle vittorie di Ayrton Senna durante la sua permanenza nella squadra di F1 del Team Lotus negli anni '80.

## 2ª serie Toyota (2004 - 2009)

### 111R

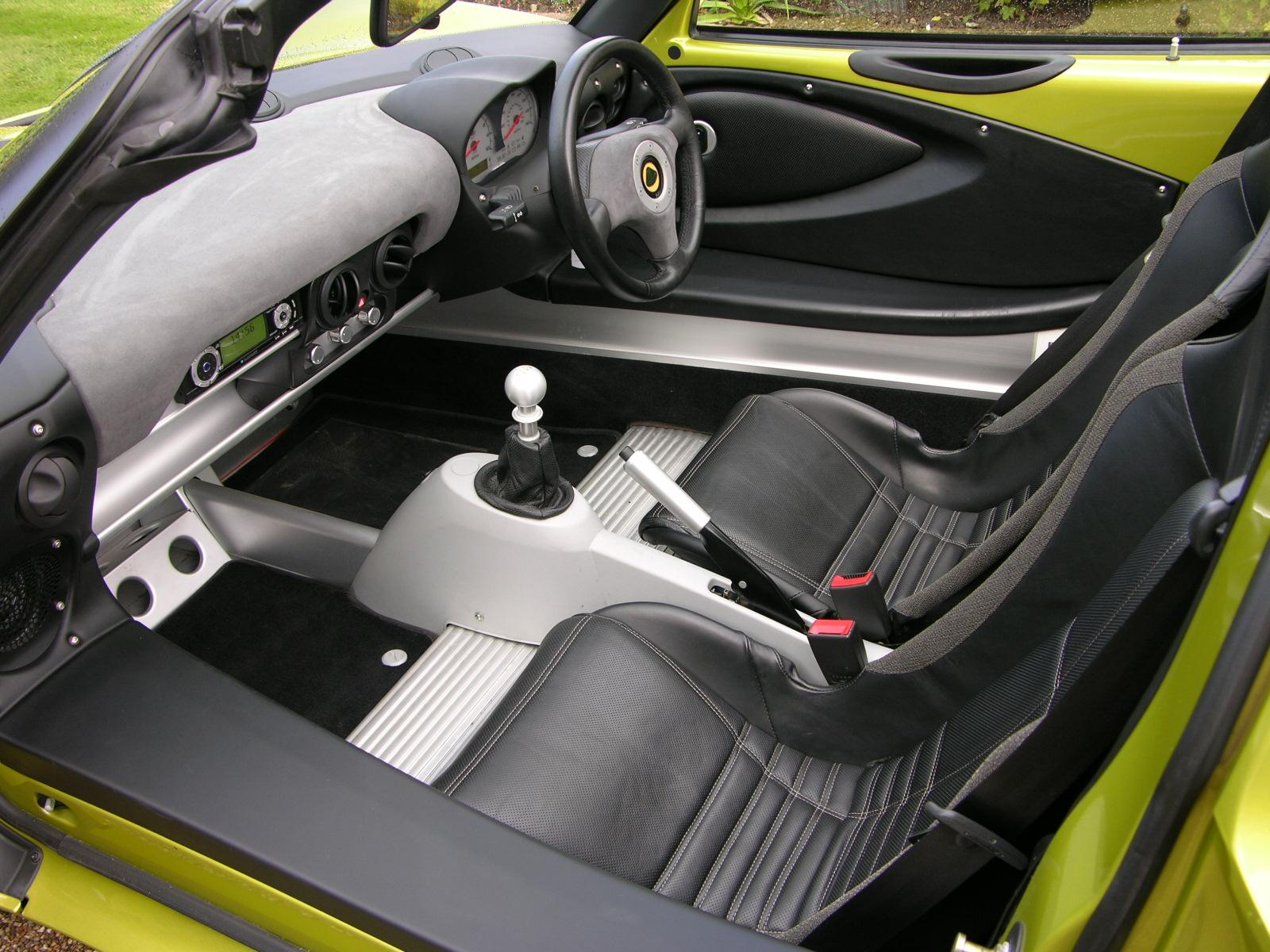
Gli interni di una 111R

Nel 2003, riconosciuti i limiti in termini di affidabilità Rover Serie K (la guarnizione della testa costituita in origine da materiale plastico era inadeguata, e il frequente cedimento della stessa causava il mescolamento dei liquidi o il loro passaggio nelle camere dei cilindri, con conseguenti gravi danni) ha inizio la ricerca di un nuovo gruppo motopropulsore che possa sopperire ai difetti del leggero e prestazionale motore inglese che aveva equipaggiato la Elise fin dal principio. Dopo aver esaminato alcune possibilità, tra cui il 2 litri aspirato GM della Opel Speedster e i propulsori Honda con tecnologia VTEC, la scelta definitiva ricade sul 1.8 Toyota 2JZ-GE VVTL-i (si precisa, però, che sul motore è presente solo la dicitura 2ZZ seguito dal codice numerico di identificazione), montato sulla Celica TS: sviluppato in collaborazione con Yamaha, è un moderno motore con testa in alluminio e monoblocco in composito a matrice metallica (MMC), dotato di un sistema di fasatura e alzata variabile delle valvole e in grado di erogare 192 CV a ben 8000 giri al minuto. Il peso del nuovo VVTL-i giapponese è però di 35 kg superiore rispetto a quello del Serie K. Anche per il cambio viene scelta una unità di origine Toyota (nello specifico il C64 a sei rapporti), mentre per la prima volta appare su una Elise un sistema ABS sviluppato con il sostegno della Bosch. Dal punto di vista stilistico le differenze rispetto alla 2ª serie motorizzata Rover sono minime e concentrate al posteriore: gli scarichi sono ora ravvicinati e posti in posizione centrale all'uscita del diffusore, anch'esso di nuovo disegno. L'assetto viene leggermente rivisto per sopperire all'aumento di peso, dovuto al nuovo gruppo motore-trasmissione, all'aggiunta dell'impianto frenante servo-assistito con ABS e agli interni meglio curati, con tappetini, alette parasole, chiusura centralizzata e sedili più imbottiti che entrano a far parte dell'equipaggiamento di serie. Il prezzo della nuova 111R nel Regno Unito viene fissato a 27.995 sterline e a 45.500 euro in Italia (circa 3000 euro in più della 111S). Le versioni motorizzate Rover restano comunque in listino: la 111S sopravviverà fino al 2005, mentre invece la Elise S2 base sarà prodotta fino a 2006 inoltrato. Sempre nel 2006 vengono introdotte alcune migliorie quali l'introduzione dell'acceleratore elettronico fly-by-wire e le luci a LED al posteriore. L'anno successivo invece la 111R cambia nome e diventa semplicemente Elise R.

### Lo sbarco negli USA: la "Federal Elise"

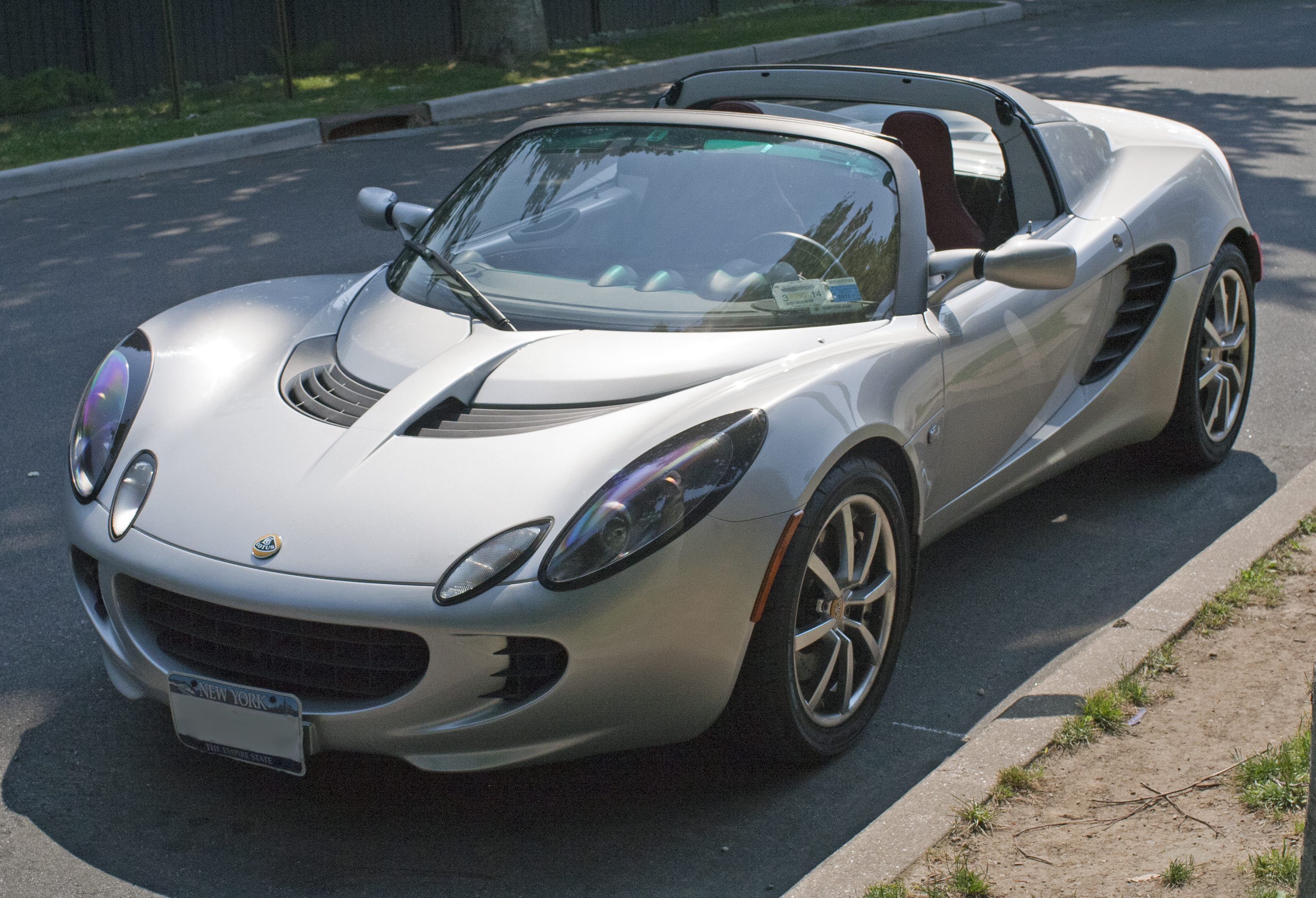
La Federal Elise

La decisione di abbandonare definitivamente la motorizzazione Rover giunge anche dalla volontà di introdurre per la prima volta la Elise nel mercato degli Stati Uniti; l'ormai vetusto Serie K non sarebbe infatti in grado di superare le stringenti norme anti-inquinamento imposte al di là dell'Atlantico. Perciò, in parallelo allo sviluppo della 111R destinata al mercato europeo e asiatico si fa strada anche il progetto di una variante per gli USA, che viene chiamata internamente Federal Elise. Meccanicamente identica alla 111R, la Federal si distingue per alcune modifiche rese necessarie per l'importazione oltreoceano: gli interni sono completamente ridisegnati e per la prima volta dotati di airbag per conducente e passeggero, legalmente richiesti nel continente americano. La carrozzeria resta invariata eccetto per la presenza delle luci di ingombro sui passaruota, mentre l'assetto viene ammorbidito leggermente. Quando le prime auto vengono messe in vendita nel febbraio 2004 la stampa esprime pareri molto positivi; la rivista Road & Track la definisce "senza dubbio la sportiva più eccitante da guidare al mondo", concludendo che "trascorrere un giorno di guida intensa in una Elise vi rovinerà l'esperienza che si può provare alla guida di qualunque altra auto sulla terra". Nel giro di un anno il mercato nordamericano giungerà a rappresentare il 50% delle vendite mondiali della Elise. Inoltre, le modifiche imposte all'abitacolo (comprendenti il doppio airbag) saranno poi rese disponibili come optional anche sulla R europea a partire dal 2006 e diventeranno parte dell'allestimento di serie nel 2008.

### Elise S
La gamma Elise è priva di una versione accessibile da quando l'entry-level motorizzata Rover esce dai listini a fine 2005, con gli ultimi esemplari che lasciano la catena di montaggio a inizio del 2006. La sostituta viene presentata in estate con il nome di Elise S: esteticamente è identica alla 111R (nel frattempo rinominata Elise R) eccetto per i cerchi in lega, uguali a quelli montati sulla entry-level Rover. Sotto il cofano si ha invece un altro 1.8 di provenienza Toyota, l'1ZZ-FE da 136 CV, abbinato ad un cambio a cinque rapporti C56. Con un prezzo fissato a 38.087 euro in Italia, la S costa circa 8.500 euro in meno rispetto alla R; ma nei confronti della sorella più potente, oltre a costo e consumi, scendono necessariamente anche le prestazioni: per uno scatto da 0 a 100 km/h sono necessari 9 decimi di secondo in più (6,1 contro 5,2). Le sensazioni alla guida restano tuttavia inalterate e la meno potente della gamma Elise viene subito riconosciuta da molti come la più adatta ad un utilizzo quotidiano.

### Elise SC

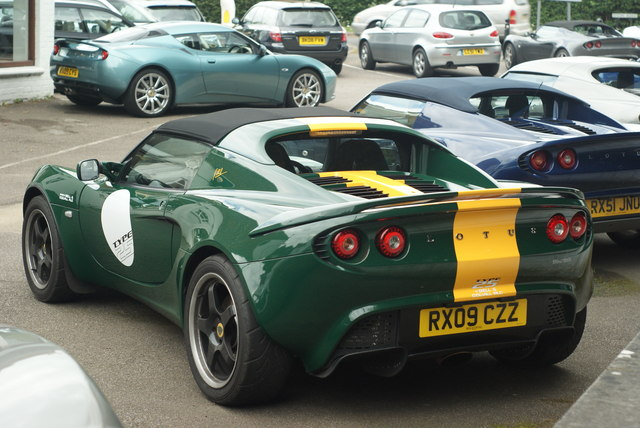
Elise SC in livrea speciale Type 25

In seguito al successo della sorella estrema Exige S da 223 CV, in vendita dal 2006, la Lotus comincia a valutare l'idea di inserire anche nel cofano motore della Elise lo stesso 2ZZ-GE unito al compressore volumetrico Eaton M62. Tuttavia, a causa degli ingombri dell'intercooler e dello spazio ridotto disponibile nel vano della Elise, si decide di optare per una soluzione diversa ma in grado di sviluppare la stessa potenza massima: l'intercooler viene abbandonato ed è scelto un diverso compressore, un Magnuson M45. Nasce così la Elise SC, la più potente variante della Elise disponibile in listino. Stilisticamente le modifiche rispetto alle versioni S ed R riguardano l'aggiunta di un piccolo spoiler posteriore sviluppato in galleria del vento e dei cerchi in lega di nuovo disegno. Nonostante la potenza massima sia di soli 20 CV superiore rispetto ai 192 CV della Elise R, il comportamento dinamico della SC viene trasformato da un'erogazione più fluida e progressiva, distribuita su tutta la gamma dei giri motore. Il prezzo all'inizio delle vendite nel 2008 è 51.981 euro, circa 5.000 euro in più rispetto alla R aspirata.

### Edizioni speciali
Come per le altre serie della Elise, anche la S2 motorizzata Toyota durante la sua produzione ha visto l'avvento di un certo numero edizioni speciali in serie limitata. A novembre 2005 è presentata la Sports Racer, limitata a 199 esemplari e disponibile nei due colori Ardent Red e Persian Blue con strisce bianche lungo la carrozzeria. Nel 2008 è la volta della Type 25, prodotta per omaggiare a quarant'anni dalla scomparsa il grande campione Jim Clark e basata sulla versione SC da 222 CV. L'anno precedente la Type 72D in livrea John Player Special era stata invece realizzata per celebrare i 35 anni dalla vittoria del campionato del mondo di Formula 1 con Emerson Fittipaldi nel 1972. Una versione ancora più essenziale della Elise S da 136 CV è invece presentata a settembre 2009 e chiamata Club Racer: priva di ogni tipo di comfort tra cui tappetini, radio e imbottitura dei sedili, è destinata ai puristi e agli appassionati della pista.

## 3ª serie Toyota, restyling (2010 - 2021)

### Elise, Elise R ed Elise SC

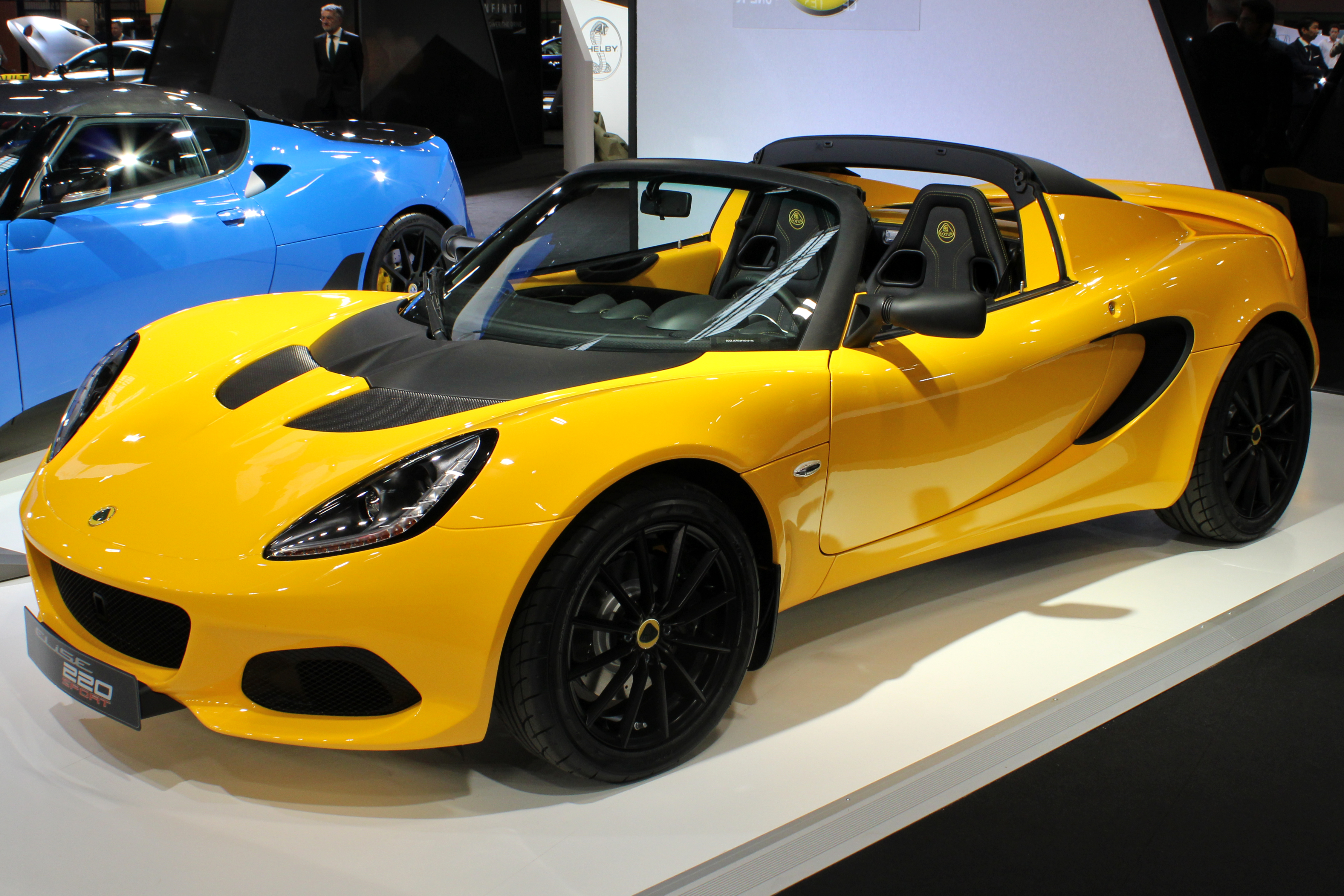
Elise Sport 220

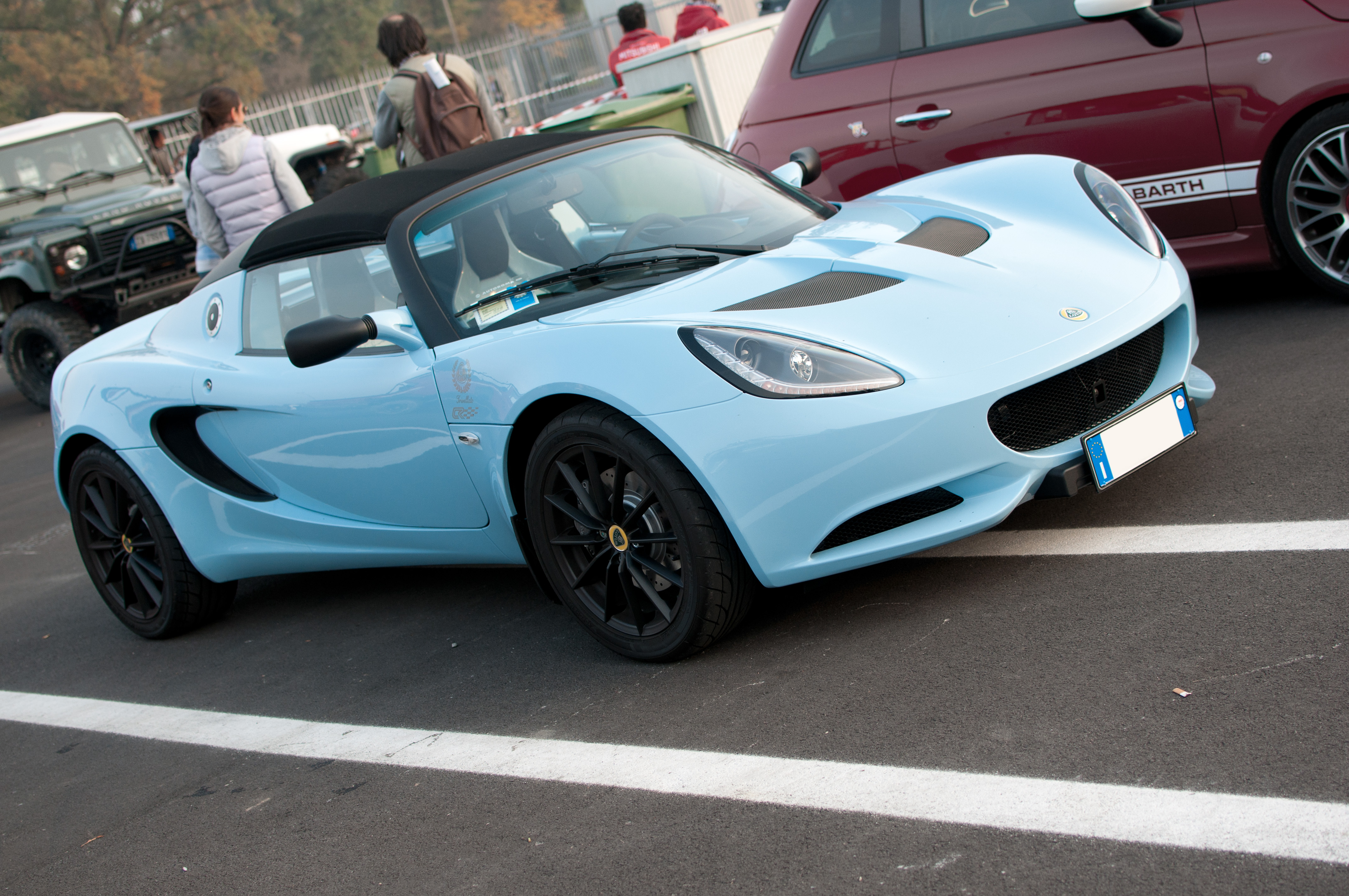
Elise restyling, in edizione speciale Club Racer

Le normative sulle emissioni inquinanti dell'Unione europea impongono che dal 2011 tutte le auto immatricolate nuove debbano rispettare gli standard Euro V: entrambi i 1.8 Toyota montati sulle varie versioni della Elise sono però conformi solamente alle norme Euro IV e il marchio inglese non può e non vuole accollarsi i costi delle modifiche necessarie; i due motori sono peraltro destinati ad uscire di produzione a breve. La scelta di un nuovo propulsore viene effettuata sempre all'interno della famiglia Toyota, selezionando il 4 cilindri 1ZR-FAE da 1.6 litri di cilindrata e 136 CV di potenza massima. Nel febbraio 2010 è presentata a Ginevra una nuova versione entry-level, dotata del citato 1.6 e chiamata semplicemente Elise. In concomitanza viene anche introdotto un restyling della gamma, il primo dall'introduzione della S2 nel 2001: anteriore e posteriore vengono completamente ridisegnati, pur mantenendo gli stilemi che hanno contraddistinto la Elise durante tutta la produzione. Gli interni restano invece invariati; l'ultimo aggiornamento su questo fronte risale al 2008 con l'introduzione della nuova plancia e degli airbag nella configurazione di serie. Il nuovo stile viene esteso anche alle versioni R ed SC, che rimangono in produzione solo per pochi mesi fino a dicembre 2010 a causa dell'impossibilità di omologare auto con il motore 2ZZ-GE Euro IV. Come conseguenza, per tutto il 2011 la gamma Elise è costituita unicamente dalla entry-level 1.6 che, nonostante la lieve riduzione delle prestazioni, riceve unanimi apprezzamenti dalla stampa motoristica mondiale. La rivista Evo scrive che "è una vera gioia guidarla con allegria lungo le stradine in primavera; la diminuzione di coppia rispetto al modello precedente implica che bisogna far salire i giri motore per tirare fuori il massimo dalla vettura, ma quando lo si fa ha carattere da vendere". Attualmente (settembre 2012) la Elise 1.6 è in vendita in Italia a partire da 39.600 euro.

### Elise S
Una versione ad alte prestazioni della Elise manca nella gamma da quando le ultime SC sono uscite di produzione a fine 2010. Dopo mesi di sviluppo, nel settembre 2011 vede la luce la Elise S dotata di un nuovo motore 1.8 2ZR-FE conforme alle norme Euro V che, unito ad un compressore volumetrico Magnuson R900 (con tecnologia Eaton TVS), è in grado di erogare 220 CV a 6800 giri al minuto. Di fatto, pur portando lo stesso nome della versione entry-level da 136 CV in listino fino al 2009, è la sostituta della SC. Le prestazioni, per merito anche del picco di coppia di 250 Nm raggiunto a 4600 giri, sono di prim'ordine: per uno scatto da 0 a 100 sono necessari 4,6 secondi, quasi 2 in meno rispetto alla Elise 1.6 da 136 CV. La nuova Elise S entra in produzione a partire dall'estate 2012, con un prezzo di vendita di 48.950 euro in Italia.

### Edizioni speciali
Nel 2010 vengono realizzate su base Elise SC ed Exige S le versioni speciali RGB: esse sono un omaggio all'ex direttore della Vehicle Engineering Roger Becker, ritiratosi dall'attività in quell'anno dopo essere stato per oltre 40 anni il supervisore dell'assetto di ogni modello Lotus uscito dalla fabbrica. Un'edizione dedicata ai puristi, la Club Racer basata sulla Elise 1.6, arriva invece nel febbraio 2011: più leggera di 24 kg, è l'omologa della variante speciale con lo stesso nome presentata nel 2009.
Nel 2013 è stata realizzata la versione da competizione della Elise, e cioè la S Cup R. Dotata di un propulsore 1.8 2ZR FE compresso da 220 cv, è stata potenziata aerodinamicamente con l'introduzione di alette, splitter, diffusore posteriore, ala e spoiler in fibra di carbonio per contenere il peso a 924 kg. Sono state montate anche nuove molle e nuovi ammortizzatori sportivi. L'accelerazione avviene in 4,6 secondi da 0 a 100 km/h. Per l'omologazione all'impiego in pista, il veicolo è stato attrezzato con roll-bar conforme FIA, sistema anti incendio conforme FIA, centralina rimappata, isolatore elettronico della batteria, sedile conducente Hans con cintura a sei punti, gancio traino anteriore conforme FIA, volante a rilascio rapido, hardtop, radiatore con triplo by pass, vetro posteriore in policarbonato e ruote in lega forgiate.

## Specifiche tecniche
| Lotus Elise 1ª serie |               |         |                  |                         |                                |            |                      |                         |                          |
| Modello              | Disponibilità | Motore  | Cilindrata (cm³) | Potenza (CV - giri/min) | Coppia massima (Nm - giri/min) | Massa (Kg) | 0–100 km/h (secondi) | Velocità massima (km/h) | Consumo medio (l/100 km) |
| Elise                | 1996-2001     | Benzina | 1796             | 120 CV - 5500           | 165 Nm - 3000                  | 723        | 5.9                  | 200                     | 9.9                      |
| Elise Sport 135      | 1998-1999     | Benzina | 1796             | 137 CV - 6500           | 176 Nm - 5000                  | 740        | 5.4                  | 204                     | 10.2                     |
| Elise 111S           | 1999-2001     | Benzina | 1796             | 145 CV - 7000           | 174 Nm - 4500                  | 770        | 5.4                  | 209                     | 9.2                      |
| Elise Sport 160      | 2000-2001     | Benzina | 1796             | 162 CV - 7000           | 174 Nm - 5000                  | 770        | 5.2                  | 208                     | n.d.                     |

| Lotus Elise 340R |               |         |                  |                         |                                |            |                      |                         |                          |
| Modello          | Disponibilità | Motore  | Cilindrata (cm³) | Potenza (CV - giri/min) | Coppia massima (Nm - giri/min) | Massa (Kg) | 0–100 km/h (secondi) | Velocità massima (km/h) | Consumo medio (l/100 km) |
| 340R             | 2000          | Benzina | 1796             | 177 CV - 7800           | 171 Nm - 5000                  | 675        | 4.6                  | 212                     | 11                       |

| Lotus Elise 2ª serie Rover |               |         |                  |                         |                                |            |                      |                         |                          |
| Modello                    | Disponibilità | Motore  | Cilindrata (cm³) | Potenza (CV - giri/min) | Coppia massima (Nm - giri/min) | Massa (Kg) | 0–100 km/h (secondi) | Velocità massima (km/h) | Consumo medio (l/100 km) |
| Elise S2                   | 2001-2006     | Benzina | 1796             | 122 CV - 5500           | 168 Nm - 3500                  | 750        | 5.8                  | 200                     | 10.3                     |
| Elise S2 Sport 135         | 2002-2003     | Benzina | 1796             | 137 CV - 5750           | 175 Nm - 5200                  | 750        | 5.4                  | 208                     | n.d.                     |
| Elise S2 111 / 111S        | 2002-2005     | Benzina | 1796             | 160 CV - 7000           | 175 Nm - 4650                  | 780 / 806  | 5.2                  | 204                     | 9.7                      |
| Elise S2 135R              | 2003          | Benzina | 1796             | 137 CV - 5750           | 175 Nm - 5200                  | 756        | 5.4                  | 206                     | n.d.                     |

| Lotus Elise 2ª serie Toyota |               |         |                  |                         |                                |            |                      |                         |                          |
| Modello                     | Disponibilità | Motore  | Cilindrata (cm³) | Potenza (CV - giri/min) | Coppia massima (Nm - giri/min) | Massa (Kg) | 0–100 km/h (secondi) | Velocità massima (km/h) | Consumo medio (l/100 km) |
| Elise 111R / Elise R        | 2004-2009     | Benzina | 1796             | 192 CV - 7800           | 180 Nm - 6800                  | 860        | 5.2                  | 229                     | 11.7                     |
| Elise S                     | 2006-2009     | Benzina | 1794             | 136 CV - 6200           | 172 Nm - 4200                  | 860        | 6.1                  | 205                     | 8.3                      |
| Elise SC                    | 2008-2009     | Benzina | 1796             | 220 CV - 8000           | 212 Nm - 5000                  | 870        | 4.6                  | 237                     | 8.5                      |

| Lotus Elise 3ª serie |               |         |                  |                         |                                |            |                      |                         |                          |
| Modello              | Disponibilità | Motore  | Cilindrata (cm³) | Potenza (CV - giri/min) | Coppia massima (Nm - giri/min) | Massa (kg) | 0–100 km/h (secondi) | Velocità massima (km/h) | Consumo medio (l/100 km) |
| Elise                | 2010-2021     | Benzina | 1598             | 136 CV - 6800           | 160 Nm - 4400                  | 876        | 6.5                  | 204                     | 6.3                      |
| Elise R              | 2010          | Benzina | 1796             | 192 CV - 7800           | 180 Nm - 6800                  | 860        | 5.2                  | 229                     | 11.7                     |
| Elise SC             | 2010          | Benzina | 1796             | 220 CV - 8000           | 212 Nm - 5000                  | 870        | 4.6                  | 237                     | 8.5                      |
| Elise S              | 2012-2021     | Benzina | 1798             | 220 CV - 6800           | 250 Nm - 4600                  | 924        | 4.6                  | 234                     | 7.5                      |